# Justin Kan
Justin Kan (16 de julio de 1983) es un empresario e inversor de Internet estadounidense que cofundó la empresa de tecnología jurídica Atrium, donde se desempeñó como director ejecutivo. Es cofundador de las plataformas de video en directo Justin.tv y Twitch, así como de la aplicación de video social móvil Socialcam.
Anteriormente fue socio de la incubadora Y Combinator. Su intento de transmitir toda su vida en Justin.tv popularizó el término "lifecasting". Kan inició además una plataforma de descubrimiento de música electrónica al estilo de Reddit llamada The Drop.
También contribuye al sitio de noticias de tecnología TechCrunch y cofundó Kiko Software, un calendario en línea creado usando Ajax, con Emmett Shear. Kan se graduó de la Universidad de Yale en 2005 con títulos en física y filosofía.
En marzo de 2019, junto con Steve Chen, se convirtió en asesor de Theta, una plataforma de transmisión de video de igual a igual que utiliza la tecnología blockchain.

## Justin.tv

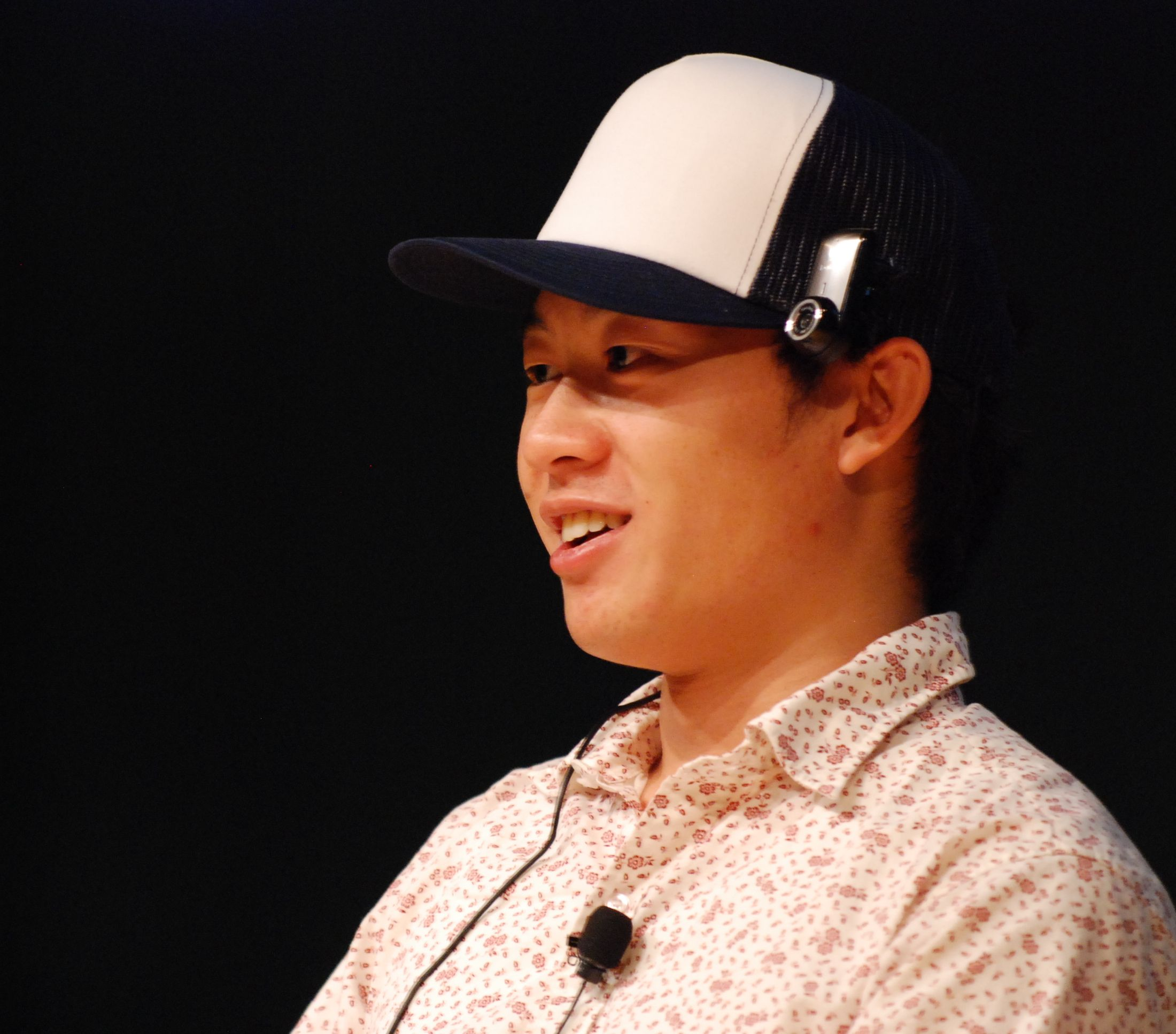
Justin Kan de Justin.tv hablando en Gnomedex en 2007

En 2007, Justin Kan y sus socios Emmett Shear, Michael Seibel y Kyle Vogt iniciaron Justin.tv, una web en la que se mostraba el día a día de Kan en directo las 24 horas del día, los 7 días a la semana, mediante una cámara web puesta en su cabeza.
El "lifecasting" de Kan duró unos ocho meses. La novedad del concepto de Kan atrajo la atención de los medios, y las entrevistas resultantes con él incluyeron una de Ann Curry en el Today Show. Los espectadores acompañaron a Kan mientras caminaba por las calles de San Francisco, a veces involucrados tanto en eventos planificados previamente (lección de trapecio, lección de baile) como en situaciones espontáneas (siendo invitado a un centro local de la iglesia de la cienciología por un reclutador en la acera).
Posteriormente, la empresa pasó a proporcionar una plataforma de video en directo para que cualquiera pudiera publicar su transmisión. Justin.tv, la plataforma, se lanzó en 2007 y fue una de las plataformas de video en vivo más grandes del mundo, con más de 30 millones de usuarios únicos cada mes.
Justin.tv se cerró el 5 de agosto de 2014, en un esfuerzo por centrarse más en la empresa matriz, Twitch.

## Twitch
Después del lanzamiento de Justin.tv en 2007, el sitio comenzó a crear categorías de contenido específicas por temas como Social, Tecnología, Deportes, Entretenimiento, Noticias y Eventos, Juegos y otros. Los juegos, en particular, crecieron muy rápido y se convirtieron en el contenido más popular del sitio.
Más tarde, la compañía decidió escindir el contenido de juegos bajo una marca separada en un sitio separado. Lo llamaron TwitchTV, inspirado en el término "twitch gameplay" . Se lanzó oficialmente en versión beta pública el 6 de junio de 2011.
Amazon.com adquirió Twitch en agosto de 2014 por 970 millones de dólares.

## Socialcam
Socialcam se lanzó el 7 de marzo de 2011, fue comprada por Autodesk el 17 de julio de 2012 por $ 60 millones y cerró el 28 de octubre de 2015. Socialcam era una aplicación de video social móvil para iPhone y Android que permitía a los usuarios capturar y compartir videos en línea y en dispositivos móviles, así como a través de Facebook, Twitter y otras redes sociales.
La aplicación llegó a los 2 millones de descargas y continuó agrandando a su lista de funciones, sobre todo con la adición de filtros de video.

## Exec
Justin Kan lanzó Exec el 29 de febrero de 2012, un nuevo servicio que permite que cualquiera pueda subcontratar lo que quiera por $ 25 la hora. Exec fue cofundado con su hermano Daniel Kan, ex director de desarrollo comercial de UserVoice, y el graduado de Stanford Amir Ghazvinian.
Exec fue comprada por Handybook, una empresa fundada por Oisin Hanrahan, Umang Dua, Ignacio Leonhardt y Weina Scott, en una transacción de acciones en enero de 2014.

## Y Combinator
Kan fue miembro del primer grupo de startups financiadas por YC en 2005 para Kiko Calendar, y fue financiado nuevamente por YC para Justin.tv y Exec. Kan se convirtió en socio de Y Combinator en marzo de 2014, donde ofreció asesoramiento a las nuevas empresas emergentes en cada tanda. En marzo de 2017, Kan dejó Y Combinator para comenzar su propia incubadora, Zero-F.

## The Drop
The Drop es una plataforma de descubrimiento de música electrónica al estilo Reddit que se lanzó a principios de 2015. Los usuarios pueden publicar y votar las pistas seleccionadas y obtenidas por la comunidad. Fue fundada por Kan y su amigo de la universidad, Ranidu Lankage .

## Atrium
Inspirado por su frustración por ser un usuario avanzado en servicios legales, Kan lanzó públicamente Atrium en 2017, con la visión de construir un bufete de abogados impulsado por aprendizaje automático y centrado en ofrecer servicios legales y de asesoramiento de recaudación de fondos para nuevas empresas. Kan recaudó $ 10,5 millones en una ronda de inversión inicial dirigida por General Catalyst En septiembre de 2018, Kan cerró una ronda de financiación de $ 65 millones dirigida por Andreessen Horowitz. En ese momento, Andrew Chen, Marc Andreessen y Michael Seibel se unieron a la junta directiva de Atrium. Atrium cerró sus operaciones en marzo de 2020.

## YouTube
Justin Kan inició un canal de YouTube en 2021. En febrero de 2021, anunció que se pueden recopilar sus videos de YouTube como Tokens no fungibles en OpenSea.